# الدرايد (سيدي بيبي)
الدرايد هي إحدى مشيخات المملكة المغربية، تتبع جغرافيا لإقليم شتوكة آيت باها وإداريًا لسيدي بيبي. يقدر عدد سكانها بـ 10819 نسمة حسب الإحصاء الرسمي للسكان والسكنى لسنة 2004.